# Nieborza
Nieborza – wieś w Polsce położona w województwie wielkopolskim, w powiecie wolsztyńskim, w gminie Siedlec.

## Położenie
Przez wieś przebiega droga wojewódzka nr 303. Na zachód od wsi rozpościerają się obszary leśne i rynna Jezior Zbąszyńskich.

## Historia
Miejscowość pierwotnie związana była z Wielkopolską. Ma metrykę średniowieczną i istnieje co najmniej od początku XIV wieku. Wymieniona została po raz pierwszy w łacińskojęzycznym dokumencie z 1312 pod nazwą Neboriz, 1380 Neborza, 1401 Nieborza, 1406 Neborza, 1431 Nyeborza.
Miejscowość początkowo była wsią rycerską, a później w wyniku darowizny stała się własnością kościelną. Przed 1312 właścicielem Nieborzy był Mikołaj z Kiełbowa (Kębłowa) i jego żona Małgorzata. W 1312 nadali Nieborze i Ercelino (Reklin) Opactwu Cystersów w Obrze. Wieś weszła w 1380 w skład nowo utworzonej parafii w Siedlcu i leżała w powiecie kościańskim Korony Królestwa Polskiego.
W 1406 odnotowano proces sądowy jaki Tomisław z Nieborzy toczył z Raklem z Dąbrówki o 16 sztuk bydła. W 1496 król Polski Jan Olbracht zmienił wysokość opłaty poradlnego płaconej od łana przez klasztor w Obrze z jednego wiardunku na 2 grosze, jak błędnie płacono go dotąd według niesłusznego zwyczaju. W 1521 przy wyznaczaniu granic między wsiami wspomniano kopiec narożny dzielący wsie Jaromierz, Nieborzę i Wojciechowo, który stał w borze nad strugą Siekierki. W latach 1537–38 odbył się proces sądowy na podstawie pozwu Piotra Kosickiego wobec opata z Obry, który zbudował groblę w Nieborzu przez co spiętrzona woda zalewała łąki i role we wsi Karna. W 1540 odbyło się kolejne rozgraniczenie okolicznych miejscowości: miasta Kopanica oraz wsi Jaromierz, Żodyń, Nieborza i Wojciechowa.
Wieś odnotowały historyczne regesty podatkowe. W 1510 wieś Nieborza należała opactwa z Obry. Mieszkało w niej 4 kmieci gospodarujących na łanach osiadłych, a dwa sołectwa we wsi miały po jednym łanie. W 1530 odnotowano pobór podatków od 3 łanów. W 1563 pobór od 4 łanów, 2 łanów sołeckich, karczmy dorocznej. W 1564 w Nieborzy odnotowano 4 łany. W 1571 opat oberski zapłacił pobór od 4 łanów, karczmy dorocznej, 3 zagrodników. W 1580 we wsi miał miejsce pobór od 6,5 łanów. W 1581 pobór od 3,5 łana,  2 ł. sołeckich, 2 zagrodników, a 0,5 łana była opustoszała.
Pod koniec XVI wieku miejscowość była wsią duchowną, własnością opata cystersów w Obrze i leżała w powiecie kościańskim województwa poznańskiego w Rzeczypospolitej Obojga Narodów. 
W wyniku II rozbioru Rzeczypospolitej w 1793, miejscowość przeszła w posiadanie Prus i jak cała Wielkopolska znalazła się w zaborze pruskim. Nieborze, położone w Prusach Południowych nadane zostało w latach 1796-1797 majorowi von Hünerbeinowi. Pod koniec XIX wieku wieś wchodziła w skład powiatu babimojskiego. Liczyła 19 domostw i 133 mieszkańców (26 ewangelików i 107 katolików). Właścicielem dóbr był wtedy hrabia Karol Mielżyński.
Wieś rycerska, własność hrabiego Macieja Mielżyńskiego, położona była w 1909 roku w powiecie babimojskim rejencji poznańskiej w Wielkim Księstwie Poznańskim.
W latach 1975–1998 miejscowość administracyjnie należała do województwa zielonogórskiego.
Rejestr zabytków Narodowego Instytutu Dziedzictwa nie wykazuje żadnych zabytków w Nieborzy.